# Relaciones Venezuela-Yibuti
Las relaciones Venezuela-Yibuti se refieren a las relaciones internacionales que existen entre Venezuela y Yibuti.

## Historia
Durante la primera presidencia de Carlos Andrés Pérez, Venezuela fue electa como miembro no permanente del Consejo de Seguridad de las Naciones Unidas para el periodo 1977-1978, y el 7 de julio de 1977 votó a favor la admisión de Yibuti como miembro de la ONU en la resolución 412 del Consejo de Seguridad.
El 24 de mayo de 2018, mediante un comunicado, el presidente Nicolás Maduro expresó sus condolencias a Yibuti por las víctimas del ciclón Sagar.

## Misiones diplomáticas
- Venezuela cuenta con una embajada concurrente en Adís Abeba, Etiopía.[3]